# Wilhelm Stahl (Ökonom)
Friedrich Wilhelm Stahl (* 10. Juni 1812 in München; † 19. März 1873 in Gießen) war ein deutscher Staatswissenschaftler und Politiker.

## Herkunft und Studium
Friederich Wilhelm Golson-Uhlfelder wurde als Enkel des Vorstehers der jüdischen Gemeinde Abraham Uhlfelder, Sohn von dessen Tochter Barbara und deren aus Heidingsfeld stammendem Mann Valentin Golson, sowie als jüngerer Bruder von Friedrich Julius Stahl geboren. Mit seinen Eltern und sechs Geschwistern wurde er am 6. März 1824 in der evangelischen Kirche in München getauft und nahm wie sie – nach dem Vorbild des bereits früher konvertierten Julius – den Familiennamen Stahl an; sein Taufzeuge war Friedrich Immanuel Niethammer. Nach dem frühen Tod beider Eltern kam Wilhelm Stahl in das Haus des bekannten Philologen Döderlein in Erlangen (Taufpate und Freund seines Bruders Julius sowie Schwiegersohn Niethammers), der seine Erziehung leitete. Nach Absolvierung des Gymnasiums studierte er in München und Halle Naturwissenschaften, besonders Physik und Chemie. 1828 schloss er sich der Burschenschaft Marcomannia München, 1829 der Burschenschaft der Germania München an.
1835 promovierte er in Erlangen zum Dr. phil.

## Tätigkeit
1836–1845 als Lehrer an der Gewerbeschule in Fürth angestellt, beschäftigte Stahl sich, durch F. B. W. Hermann (damals Professor in Erlangen) angeregt, eingehender mit nationalökonomischen Studien, gründete 1844 den Gewerbeverein in Fürth und habilitierte sich 1845 als Privatdozent in Erlangen, wo er 1846 eine außerordentliche Professur der Staatswirtschaft, Polizei- und Finanzwirtschaft erhielt.
1848 wurde Wilhelm Stahl in Ellingen für den 8. Wahlkreis Mittelfrankens zum Abgeordneten in die Frankfurter Nationalversammlung gewählt, der er vom 18. Mai 1848 bis 24. Mai 1849 angehörte. Er hatte einen Sitz im volkswirtschaftlichen Ausschuss und zählte zunächst zur liberalen Fraktion „Württemberger Hof", schloss sich im September 1848 aber dessen konservativer Abspaltung "Augsburger Hof“ an. 
Außerdem war Stahl Führer der kleindeutsch-erbkaiserlichen Abgeordneten aus Bayern und stimmte für die Wahl des preußischen Königs Friedrich Wilhelm IV. zum Kaiser der Deutschen. Ab 24. Mai 1848 saß er im Volkswirtschaftlichen Ausschuss und ab 11. April im 1849 Ausschuss für die Durchführung der Reichsverfassung(Dreißigerausschuss). 
Im Juni 1849 nahm Stahl am Gothaer Nachparlament teil.
Von 1856 bis 1862 gehörte er der 2. Kammer der Landstände des Großherzogtums Hessens an.
1851 folgte Wilhelm Stahl einem Ruf als ordentlicher Professor der Staatswissenschaften nach Gießen, war 1861–62 und 1866–67 auch Rektor der Universität sowie seit 1852 Mitglied der Prüfungskommission für das Justiz- und Regierungsfach.
Wilhelm Stahl war verheiratet mit Ida von Klipstein, einer Tochter des Mineralogen und Geologen August von Klipstein, und starb am 19. März 1873 in Gießen.

## Werke
- Einiges über Gasbeleuchtung Nürnberg 1837.
- Das Gürtlergewerbe zu Fürth 1840
- Ueber Kupfer-Zinklegirungen Fürth 1843
- Ueber das Gelbbrennen des Messings Fürth 1845.
- Kritik der socialen Reformen Frankreichs und ihrer Folgen Erlangen 1848. (http://bavarica.digitale-sammlungen.de/resolve/display/bsb10378911.html)
- Die Einführung der neueren Staatsprincipien im Großherzogthum Hessen. Gießen 1862. (http://reader.digitale-sammlungen.de/resolve/display/bsb10903145.html)
- Die Bedeutung der Arbeiter-Associationen in Vergangenheit und Gegenwart. Gießen 1867 (Digitalisat)
- Die Arbeiterfrage sonst und jetzt Berlin 1872. (http://reader.digitale-sammlungen.de/resolve/display/bsb11019723.html)
- Das deutsche Handwerk. Gießen 1874.
- Mitarbeit an: Deutsches Staatswörterbuch von J. C. Bluntschli und K. Brater.